# Российская академия наук
Росси́йская акаде́мия нау́к (Федеральное государственное бюджетное учреждение «Российская академия наук», сокр. РАН) — государственная академия наук Российской Федерации, крупнейший в стране центр фундаментальных исследований. Основной целью деятельности Российской академии наук является организация и проведение фундаментальных и прикладных научных исследований по проблемам естественных, технических, гуманитарных и общественных наук, направленных на получение новых знаний о законах развития природы, общества, человека и способствующих технологическому, экономическому, социальному и культурному развитию России. РАН призвана выполнять важную миссию обеспечения свободы научного творчества на благо и процветание страны. Будучи высшей научной организацией России, Российская академия наук принимает участие в координации фундаментальных исследований, выполняемых за счёт средств федерального бюджета научными организациями и образовательными учреждениями высшего профессионального образования.
Нынешняя Российская академия наук является восстановлением Российской академии наук, существовавшей в период с 1917 по 1925 год — которая, в свою очередь, была наследницей Петербургской академии наук — и в 1925 году преобразованной в АН СССР. Имущество последней после распада СССР перешло Российской академии наук, а членам АН СССР были присвоены звания действительных членов и членов-корреспондентов Российской академии наук. Нынешняя Российская академия наук является правопреемницей АН СССР.
В ходе реформы системы российских государственных академий наук, в сентябре 2013 года к Российской академии наук были присоединены две другие академии — Российская академия медицинских наук (РАМН) и Российская академия сельскохозяйственных наук (РАСХН). С учётом членов бывших РАМН и РАСХН, получивших в результате вливания этих академий в Российскую академию наук статус членов РАН, Российская академия наук насчитывает 1988 членов — российских учёных, из них 858 академиков (в том числе 57 женщин) и 1130 членов-корреспондентов (в том числе 145 женщин). Кроме этого, около 450 зарубежных учёных ныне являются иностранными членами РАН. 
Последние выборы прошли с 26 по 30 мая 2025 года.
До присоединения Российской академии медицинских наук и Российской академии сельскохозяйственных наук в число подведомственных академии учреждений входили 653 научные организации; общая численность занятых в системе РАН на конец 2011 года составляла 116 322 человека, из них 48 315 научных сотрудников. В результате упомянутой реформы, учреждения РАН, а также влившихся в неё РАМН и РАСХН перешли под юрисдикцию Федерального агентства научных организаций.
В мае 2018 года Федеральное агентство научных организаций было упразднено, а его управленческие функции переданы созданному Министерству науки и высшего образования Российской Федерации.
РАН имеет юридический статус федерального государственного бюджетного учреждения. С 20 сентября 2022 года главой Российской академии наук является академик Геннадий Яковлевич Красников.

## История

### Развитие

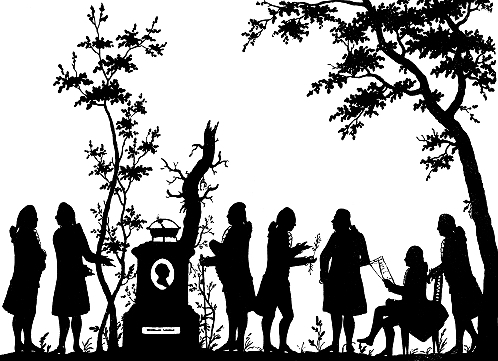
Академики в 1784 г.

Впервые в России академия наук — отдалённый прообраз современной РАН — была создана по распоряжению императора Петра I Указом правительствующего Сената от 28 января (8 февраля) 1724 года «Об учреждении Академии…». Она являлась аналогом европейских академий, а сам термин «академия» использован в честь греческой античной философской школы.
Первым президентом академии был учёный-медик Лаврентий Блюментрост. Для того, чтобы академия соответствовала зарубежным аналогам, Пётр I пригласил многих иностранных учёных, специалистов в своих областях. В числе первых были физик Георг Бюльфингер, историк Г. Ф. Миллер, астроном и географ Жозеф Делиль и математики Николай и Даниил Бернулли, Христиан Гольдбах.
В 1841 году «литературная» Императорская Российская Академия была присоединена к Императорской академии наук в виде особого Отделения Русского языка и словесности.
После 1917 года в Советской России и затем в СССР академия наук стала высшим государственным учёным учреждением. В 1934 году переехала в Москву. В 1918—1961 годах появились свои академии во всех союзных республиках (кроме РСФСР, где были созданы региональные отделения Академии наук СССР). Основная часть академических институтов находилась на территории РСФСР. Советский период оказался наиболее ярким в истории академии; в это время был осуществлён ракетно-ядерный проект и обеспечен прорыв в освоении космоса.
В советский период, по неполным данным, было репрессировано не менее 209 членов и членов-корреспондентов академии, представлявших все отрасли науки (подавляющая часть репрессий пришлась на сталинское время, когда численность академиков и членкоров была относительно невысокой). Пострадали и другие учёные, представлявшие академическую науку, но не являвшиеся академиками и членкорами: так, только по «академическому делу» в 1929—1931 годы было арестовано около 100 человек.
В 1991 году в связи с распадом СССР Указом президента РСФСР от 21 ноября была воссоздана Российская академия наук.
8 декабря 2006 года, согласно новой редакции закона № 127-ФЗ «О науке и государственной научно-технической политике», президента РАН выбирают академики, но утверждает — президент страны. За правительством закрепляется право устанавливать число членов РАН и размеры их окладов.
27 сентября 2013 года был принят закон № 253-ФЗ «О Российской академии наук, реорганизации государственных академий наук,…», по которому произошло расширение РАН за счёт медицинского и сельскохозяйственного отделений, а учреждения РАН переданы в ведение ФАНО (после расформирования последнего в мае 2018 года — в ведение Министерства науки и высшего образования).

### Численность

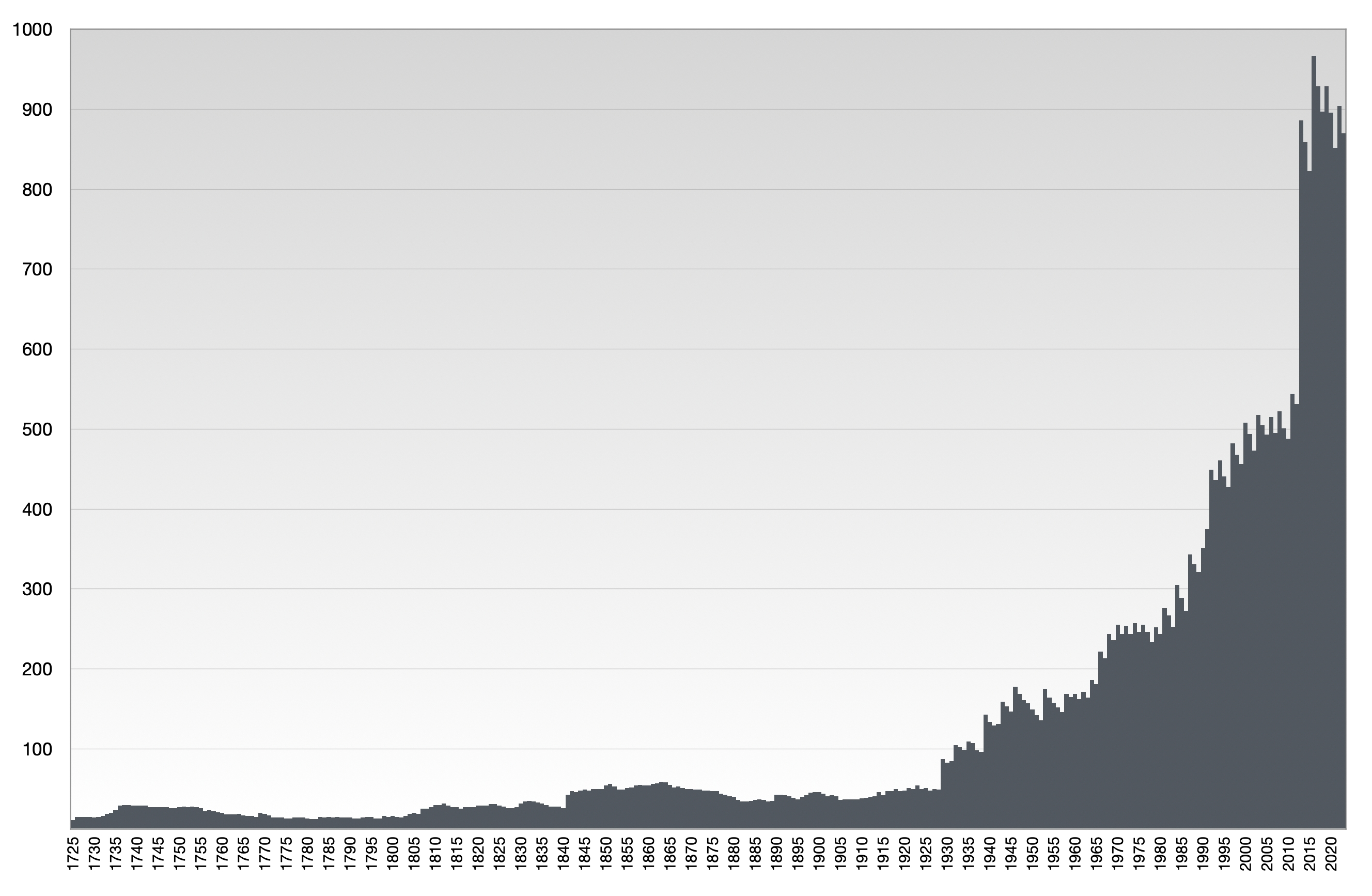
Численность действительных членов Академии по годам

Количественный состав академии наук увеличивался, это наглядно видно по ежегодной численности академиков (указан год максимального количества академиков, иностранные члены не учитываются):
- Академия наук и художеств в Санкт-Петербурге — до 31 (1737 и 1738)
- Императорская академия наук и художеств в Санкт-Петербурге — до 29 (1751 и 1753)
- Императорская академия наук — до 35 (1832)
- Императорская Санкт-Петербургская академия наук — до 60 (1863)
- Российская академия наук (1917—1925) — до 54 (1923)[22]
- Академия наук СССР — 375 (1990)
- РАН — до 968 (2016), до слияния академий, — 544 (2011).

На ноябрь 2017 года в России было 1008 учреждений РАН, включая институты, научные центры, обсерватории, научные станции, ботанические сады, библиотеки, архивы, музеи, заповедники и иные организации. Количество работавших в разные годы под управлением ФАНО:
| Год  | Общая численность работников | Научные сотрудники | средняя зарплата (в месяц в рублях) | средняя зарплата в пересчёте на USD |
| ---- | ---------------------------- | ------------------ | ----------------------------------- | ----------------------------------- |
| 2013 | 139 185                      | 46 946             | 36 818                              | $ 1126                              |
| 2014 | 138 399                      | 46 567             | 43 092                              | 1273                                |
| 2015 | 128 298                      | 47 071             | 45 551                              | 816                                 |
| 2016 | 127 306                      | 46 957             | 47 512                              | 740                                 |
| 2017 | 123 691                      | 44 842             | 57 157                              | 962                                 |
| 2018 |                              |                    | прогноз 96 259                      |                                     |

В мае 2018 года ФАНО было упразднено, а его управленческие функции переданы созданному Министерству науки и высшего образования Российской Федерации.

### 300-летний юбилей

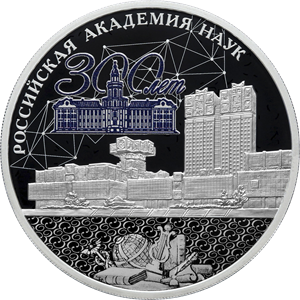
Серебряная памятная монета Банка России 2024 года, посвящённая 300-летию РАН, с изображением здания Президиума РАН, фрагмента логотипа РАН к юбилею и нейронной сети

В 2024 году наступил 300-летний юбилей РАН:
- 2018 — принято решение об организации праздничных мероприятий на государственном уровне[26].
- 2020 — Российская академии наук и Российская академия художеств отпразднуют 300-летие со дня основания вместе[27].
- 2022 — учреждена юбилейная медаль «300 лет Российской академии наук»[28], которой будут награждены работники системы РАН с достаточно большим стажем[29].

### Названия и уставы
Ниже перечислены официальные названия академии (1724—2017) [в квадратных скобках — действовавшие уставы и регламенты]:
- 1724 — Академия наук и художеств в Санкт-Петербурге [1724 — Проект Положения об учреждении Академии, 1726 — Указ о создании Академии];
- 1747 — Императорская академия наук и художеств в Санкт-Петербурге [1747 — Регламент];
- 1803 — Императорская академия наук (ИАН) [1803 — Регламент];
- 1836 — Императорская Санкт-Петербургская академия наук [1836 — Устав];
- 1917 — Российская академия наук (РАН);
- 5 июля 1925 — Академия наук СССР (АН СССР) [1927, 1930, 1935, 1959, 1963 — Уставы];
- 21 ноября 1991 — федеральное государственное бюджетное учреждение «Российская академия наук» (РАН) [1992, 2002, 2007, 2014 — Уставы].

|                         | |                                                        |
| Кунсткамера, вид с Невы | Здание Петербургской академии наук на Васильевском острове (ныне Санкт-Петербургский научный центр РАН) | Александрийский дворец — старое здание Президиума РАН) |

## Структура и органы управления
На протяжении почти трёх столетий существования Академии наук менялись её задачи, статус и структура. Сейчас Академия построена по научно-отраслевому и территориальному принципу и включает 13 отделений РАН (по областям науки) и 4 региональных отделения РАН, а также 15 региональных научных центров РАН. В научно-методическом руководстве находятся многочисленные институты.

### Отделения
Отделение математических наук
- Секция математики
- Секция прикладной математики и информатики

Отделение физических наук
- Секция общей физики и астрономии
- Секция ядерной физики

Отделение нанотехнологий и информационных технологий
- Секция вычислительных, локационных, телекоммуникационных систем и элементной базы
- Секция информационных технологий и автоматизации
- Секция нанотехнологий

Отделение энергетики, машиностроения, механики и процессов управления
- Секция механики
- Секция проблем машиностроения и процессов управления
- Секция энергетики

Отделение химии и наук о материалах
- Секция химии
- Секция наук о материалах

Отделение биологических наук
- Секция общей биологии
- Секция физико-химической биологии

Отделение физиологических наук
- Секция физиологии
- Секция фундаментальной медицины

Отделение наук о Земле
- Секция геологии, геофизики, геохимии и горных наук
- Секция океанологии, физики атмосферы и географии

Отделение историко-филологических наук
- Секция истории
- Секция языка и литературы

Отделение общественных наук
- Секция философии, политологии, социологии, психологии и права
- Секция экономики

Отделение глобальных проблем и международных отношений
- Секция глобальных проблем
- Секция международных отношений

Отделение медицинских наук
- Секция клинической медицины
- Секция медико-биологических наук
- Секция профилактической медицины

Отделение сельскохозяйственных наук
- Секция земледелия, мелиорации, водного и лесного хозяйства
- Секция зоотехнии и ветеринарии
- Секция механизации, электрификации и автоматизации
- Секция растениеводства, защиты и биотехнологии растений
- Секция хранения и переработки сельскохозяйственной продукции
- Секция экономики, земельных отношений и социального развития села

### Региональные отделения
- Сибирское отделение в Новосибирске
  - Иркутский научный центр
  - Красноярский научный центр
  - Новосибирский научный центр
  - Томский научный центр
  - Якутский научный центр
  - Бурятский научный центр
  - Кемеровский научный центр
  - Тюменский научный центр
  - Омский научный центр
- Санкт-Петербургское отделение в Санкт-Петербурге (правительственное решение о создании этого отделения принято 17.05.2023[32][33], первое общее собрание состоялось 24.10.2023)
- Уральское отделение в Екатеринбурге
  - Пермский научный центр
  - Коми научный центр
  - Удмуртский научный центр
  - Челябинский научный центр
  - Оренбургский научный центр
  - Архангельский научный центр
- Дальневосточное отделение во Владивостоке
  - Приморский научный центр
  - Амурский научный центр
  - Сахалинский научный центр
  - Камчатский научный центр
  - Северо-Восточный научный центр (Магадан)
  - Хабаровский научный центр

### Региональные научные центры

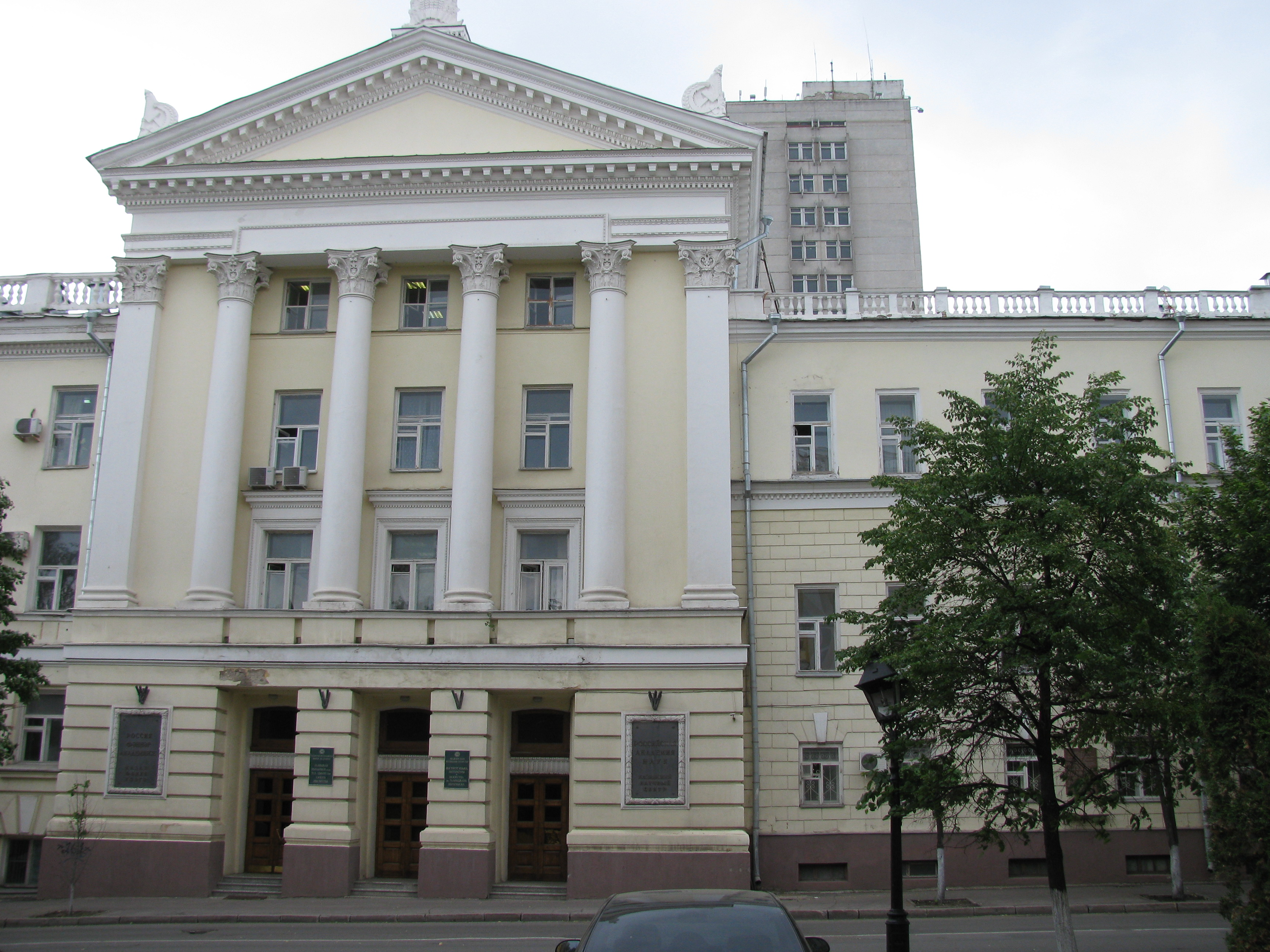
Казанский научный центр

- Владикавказский научный центр РАН и Правительства Республики Северная Осетия-Алания
- Дагестанский федеральный исследовательский центр РАН
- Кабардино-Балкарский научный центр РАН
- Казанский научный центр РАН
- Карельский научный центр РАН
- Кольский научный центр РАН
- Нижегородский научный центр РАН
- Самарский научный центр РАН
- Санкт-Петербургский научный центр РАН (вероятно, будет преобразован в связи с началом работы СПбО РАН)
- Саратовский научный центр РАН
- Пущинский научный центр РАН
- Троицкий научный центр РАН
- Уфимский федеральный исследовательский центр РАН
- Научный центр РАН в Черноголовке
- Южный научный центр РАН

представительства РАН (без статуса научного центра)
- Представительство РАН на территории Крымского федерального округа
- Представительство РАН в Белгородской области
- Представительство РАН в Башкортостане
- Представительство РАН в Ульяновской области

### Научные организации при президиуме РАН

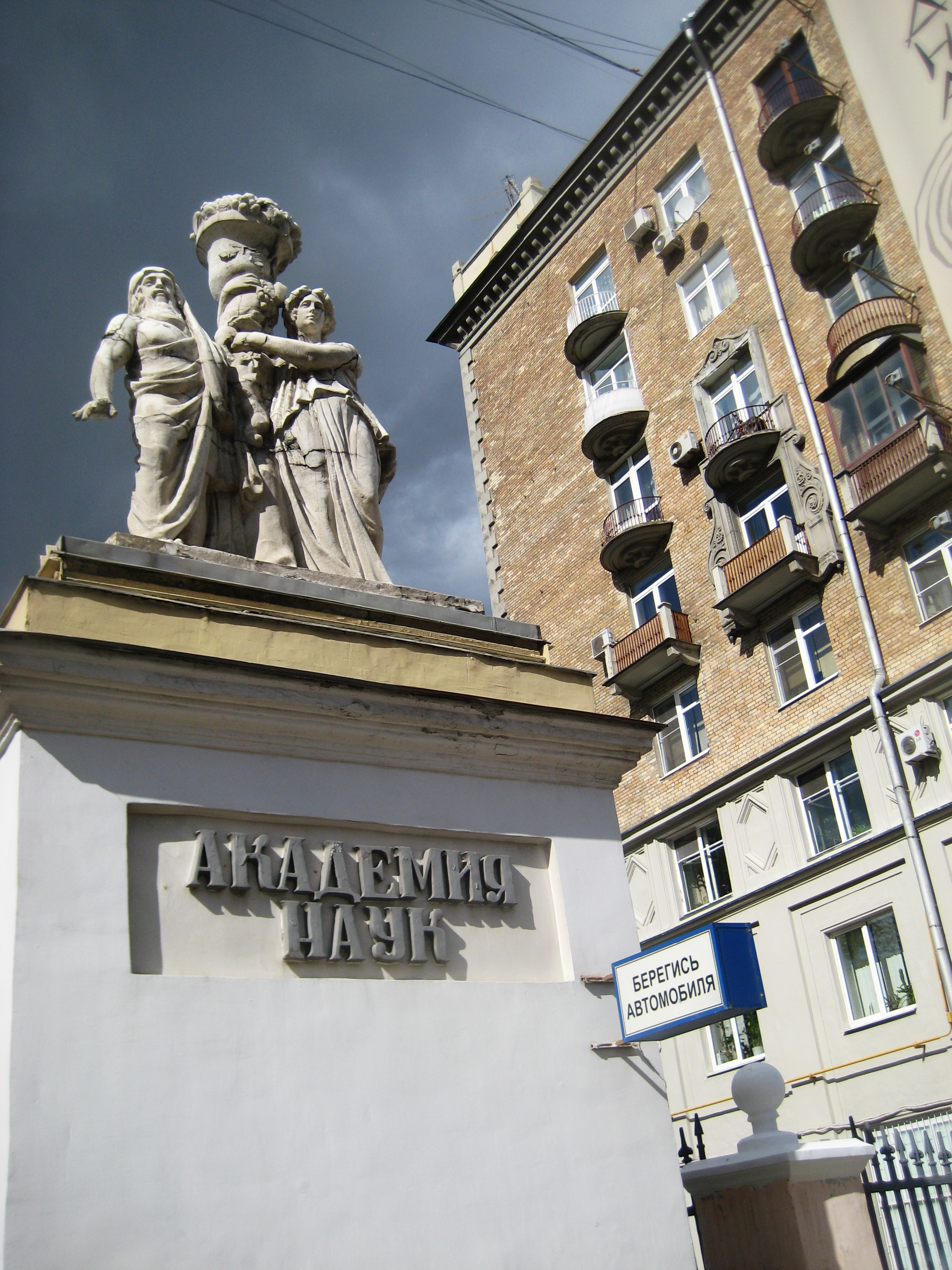
Въездные ворота Президиума РАН (Москва, Ленинский проспект)

- Институт научной информации по общественным наукам
- Всероссийский институт научной и технической информации
- Библиотека по естественным наукам
- Библиотека РАН
- Отделение научно-исследовательских работ ГИПРОНИИ
- Государственный южный научно-исследовательский полигон
- Институт проблем безопасного развития атомной энергетики
- Комплексный научно-исследовательский институт (г. Грозный)
- Межведомственный суперкомпьютерный центр
- Научно-исследовательский центр экологической безопасности
- Институт аналитического приборостроения
- Межведомственный центр аналитических исследований в области физики, химии и биологии
- Институт истории естествознания и техники им. С. И. Вавилова РАН (ИИЕТРАН)
- Санкт-Петербургский институт информатики и автоматизации РАН (СПИИРАН)
- Институт государства и права РАН

#### Научные советы
В задачу научных советов (комиссий) по важнейшим проблемам научных исследований входит, прежде всего, анализ состояния исследований по соответствующим областям и направлениям науки, участие в координации научных исследований, проводимых учреждениями и организациями различного ведомственного подчинения. Научные советы по важнейшим проблемам научных исследований состоят, как правило, при отделениях Академии. Некоторая часть научных советов, охватывающих проблематику нескольких отделений РАН, состоят при Президиуме РАН.
- Совет по космосу
- Научный совет по проблемам экологии и чрезвычайным ситуациям
- Научный совет по проблемам Мирового океана
- Научный совет по изучению Арктики и Антарктики
- Совет «Высокопроизводительные системы и их применение»
- Совет «Научные телекоммуникации и информационная инфраструктура»
- Совет по проблемам обработки изображений
- Научный совет по изучению и охране культурного и природного наследия
- Научный совет по комплексной проблеме «Гидрофизика»
- Научный совет по комплексной проблеме «Радиофизические методы исследований морей и океанов»
- Научный совет по горению и взрыву
- Совет по проблемам развития энергетики России
- Научный совет «История мировой культуры»
- Научный совет по проблемам развития стран СНГ.
- Научный совет по теории и процессам управления

#### Межведомственные советы
Для решения крупных проблем, требующих комплексных усилий нескольких ведомств, совместными решениями Академии и соответствующих ведомств созданы Межведомственные советы.
- Межведомственный совет по радиохимии при Президиуме РАН и Минатоме России
- Межведомственный совет по комплексным проблемам физики, химии и биологии
- Межведомственный научно-технический совет по проблемам радиационной безопасности при Президиуме РАН и Минатоме России
- Межведомственный научный совет РАН и РАКА по проблемам космической энергетики
- Межведомственный научный совет РАН, РАСХН и МГУ по глобальному климату и экологическим стрессам растений
- Межведомственный научный совет по конвенциальным проблемам химического и биологического оружия при Президиуме РАН и Росбоеприпасы
- Межведомственный совет Минпромнауки России и РАН по проблемам регионального научно-технического развития и сотрудничества

#### Советы функционального назначения
- Научно-издательский совет
- Научный совет по научному приборостроению
- Информационно-библиотечный совет
- Музейный совет
- Научный совет по выставкам
- Научный совет по метрологическому обеспечению и стандартизации
- Комиссия по экспортному контролю
- Совет по взаимодействию с правительством Москвы и области
- Комиссия по Уставу РАН
- Комиссия по связям с высшей школой
- Комиссия по работе с молодёжью
- Комиссия по школьному образованию
- Комиссия по проблемам Чеченской Республики и Северного Кавказа
- Комиссия по разработке научного наследия академика В. И. Вернадского
- Комиссия по разработке научного наследия академика Н. Н. Семёнова
- Комиссия по борьбе с лженаукой

и др.

#### Национальные комитеты
Для участия Академии в деятельности международных научных организаций в качестве рабочих органов при Президиуме РАН и при отделениях РАН созданы национальные комитеты.
- Национальный комитет геологов России
- Национальный комитет по Международной геосферно-биосферной программе
- Национальный комитет Международного научного комитета по изучению Мирового океана
- Национальный комитет российских химиков
- Национальный комитет по сбору и оценке численных данных в области науки и техники
- Национальный комитет Тихоокеанской научной ассоциации
- Российский национальный комитет по программе ЮНЕСКО «Человек и биосфера»
- Российский Пагуошский комитет
- Комитет по системному анализу
- Комитет учёных за международную безопасность и контроль над вооружениями

### Руководящие органы
Руководящими органами на уровне академии в целом являются Общее собрание и Президиум РАН, а на уровне каждого отраслевого отделения — Общее собрание данного отделения, руководители его секций и академик-секретарь.
Нынешний состав Президиума Российской академии наук был сформирован 19—22 сентября 2022 года. На пост президента изначально претендовали Г. Я. Красников, Д. М. Маркович, Р. И. Нигматулин и действовавший президент А. М. Сергеев. Но кандидатура Нигматулина не прошла согласование в кабмине, а Сергеев снялся с выборов по своей инициативе — то есть осталось два претендента: Красников и Маркович; при голосовании победил Красников (871:397).
28 декабря 2024 года был принят закон о создании в Российской академии наук попечительского совета, в который входит президент РАН и до 19 других членов. Главой попечительского совета является президент России, который назначает и исключает членов совета с учётом предложений Президиума РАН. Попечительский совет РАН согласовывает приоритетные направления деятельности академии, решает организационные вопросы, содействует продвижению академии в области исследований, развитию международного сотрудничества, взаимодействию с другими органами и организациями, привлечению мер поддержки, а также выполняет иные функции.

#### Президент
- Красников, Геннадий Яковлевич с 20 сентября 2022 года[37].

#### Вице-президенты
- Алдошин, Сергей Михайлович
- Долгушкин, Николай Кузьмич
- Калмыков, Степан Николаевич
- Кульчин, Юрий Николаевич (глава ДВО РАН)
- Макаров, Николай Андреевич
- Панченко, Владислав Яковлевич
- Пармон, Валентин Николаевич (глава СО РАН)
- Пирадов, Михаил Александрович
- Руденко, Виктор Николаевич (глава УрО РАН)
- Чернышёв, Сергей Леонидович

#### Главный учёный секретарь Президиума
- Дубина, Михаил Владимирович

#### Академики-секретари отраслевых отделений
- Отделение математических наук: Козлов, Валерий Васильевич
- Отделение физических наук: Кведер, Виталий Владимирович
- Отделение нанотехнологий и информационных технологий: Панченко, Владислав Яковлевич (одновременно вице-президент)
- Отделение энергетики, машиностроения, механики и процессов управления: Хомич, Владислав Юрьевич
- Отделение химии и наук о материалах: Егоров, Михаил Петрович
- Отделение биологических наук: Кирпичников, Михаил Петрович
- Отделение физиологических наук: Ткачук, Всеволод Арсеньевич
- Отделение наук о Земле: Бортников, Николай Стефанович
- Отделение историко-филологических наук: Макаров, Николай Андреевич (одновременно вице-президент)
- Отделение общественных наук: Хабриева, Талия Ярулловна
- Отделение глобальных проблем и международных отношений: Дынкин, Александр Александрович
- Отделение медицинских наук: Стародубов, Владимир Иванович
- Отделение сельскохозяйственных наук: Лобачевский, Яков Петрович

## Членство
В состав Российской академии наук входят действительные члены (академики) и члены-корреспонденты (членкоры). Главная обязанность членов Российской академии наук состоит в том, чтобы обогащать науку новыми достижениями. Члены РАН пожизненно избираются общим собранием академии. Действительными членами РАН избираются учёные, обогатившие науку трудами первостепенного научного значения. Членами-корреспондентами РАН избираются учёные, обогатившие науку выдающимися научными трудами. Академиками и членкорами РАН могут стать только граждане Российской Федерации; выдающиеся зарубежные учёные могут получить статус иностранных членов РАН.
До присоединения РАМН и РАСХН, по итогам академических выборов декабря 2011 года, в РАН состояли 531 действительный член и 769 членов-корреспондентов.

Намеченные на декабрь 2013 года очередные выборы не состоялись, и было объявлено о трёхлетнем моратории на приём в РАН новых членов.
Зимой 2015/2016 годов были впервые избраны профессора РАН, которые рассматриваются как усиление и кадровый резерв академии. Весной 2018 г. и весной 2022 г. аналогичные выборы прошли во второй и третий раз — и в результате в настоящее время корпус профессоров РАН насчитывает 713 учёных.
На выборах в «основной» состав РАН 24—28 октября 2016 года ввели новшество — для значительной доля вакансий объявлялось ограничение по возрасту: кандидат в членкоры должен был быть моложе 51 года, в академики — моложе 61 года. Это позволило снизить средний возраст действительных членов академии до 73,7 года, а членов-корреспондентов — до 66,7 года (цифры на конец 2016 г.).
Следующие выборы членов РАН прошли 11-15 ноября 2019 года. Объявлялось 76 вакансий академиков и 171 вакансия членкоров, для 27 из которых существовал возрастной лимит (на этот раз до 56 лет). Однако в итоге было избрано несколько меньшее число учёных: 71 академик и 158 членов-корреспондентов.
Предполагалось, что следующие выборы членов РАН состоятся осенью 2021 года, но по ряду причин, в основном из-за пандемии COVID-19, их перенесли на период с 30 мая по 2 июня 2022 года. Объявлялось 96 вакансий академиков и 218 членов-корреспондентов; по факту избраны 91 академик, 211 членкоров и 44 иностранных члена (см. также перечень вакансий и списки претендентов).
Последние на данный момент выборы членов РАН проводились с 26 по 30 мая 2025 года. Было зарегистрировано 1808 претендентов: 353 кандидата в академики (включая 58 профессоров РАН) на 88 вакансий; 1455 кандидатов (в т.ч. 214 профессоров РАН) в члены-корреспонденты РАН на 170 вакансий. Избраны академиками 84, а членкорами 165 российских учёных.

## Деятельность и достижения

### Научные исследования

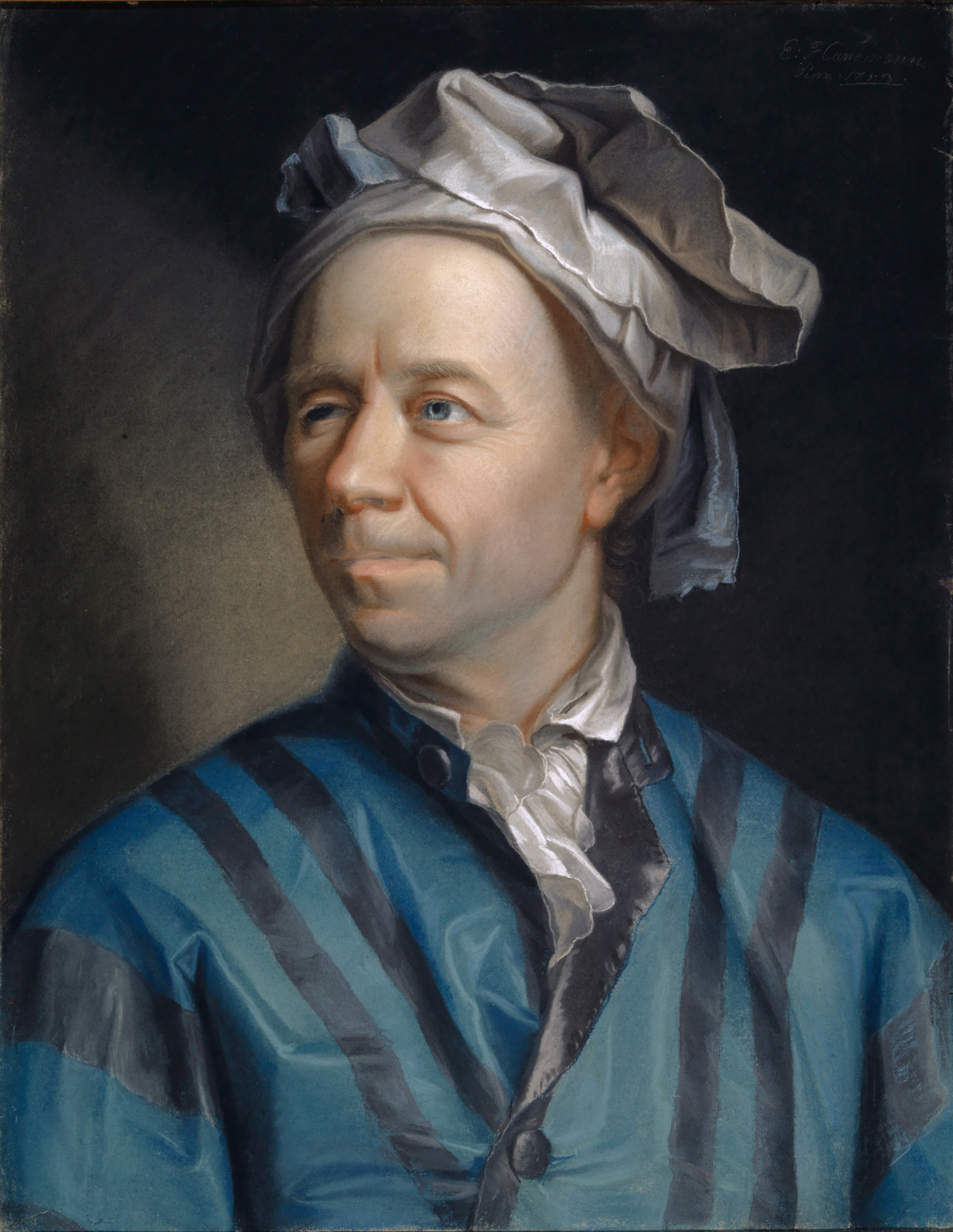
Академик Леонард Эйлер (из Базеля, Швейцария)

На заре существования Академии, в середине XVIII века, основные результаты были получены приглашёнными Петром I иностранными специалистами. Наибольшую известность тогда приобрели труды Г. В. Рихмана и Ф. У. Т. Эпинуса по изучению электричества, а также обширная деятельность математика Л. Эйлера, заложившего основы анализа, теории чисел и механики. Первым учёным мирового масштаба, имевшим российское происхождение, стал академик М. В. Ломоносов, обогативший науку фундаментальными открытиями в химии, физике, астрономии, геологии и внёсший вклад в языкознание.
С XIX века Петербургская академия наук уже полагалась на национальные кадры. По инициативе Академии в 1803—1806 гг. состоялась русская кругосветная экспедиция И. Ф. Крузенштерна и Ю. Ф. Лисянского, а в 1820 г. экспедицией Ф. Ф. Беллинсгаузена и М. П. Лазарева была открыта Антарктида. В исследованиях академиков М. В. Остроградского и В. Я. Буняковского получили развитие проблемы математического анализа; благодаря Н. И. Лобачевскому была создана неэвклидова геометрия. В историю физики вошли открытие электрической дуги В. В. Петровым и исследования Э. Х. Ленца. Д. И. Менделеев предложил периодическую систему химических элементов, академик A. M. Бутлеров создал теорию химического строения. Выдающийся вклад внёс А. С. Попов в изобретение радио в конце XIX века. На рубеже XIX—XX вв. Россия дала миру таких биологов, как Д. И. Ивановский — первооткрыватель вирусов, И. И. Мечников — один из первых нобелевских лауреатов, раскрывший клеточные механизмы иммунитета, И. П. Павлов — также нобелевский лауреат, открывший условные рефлексы — основу сознания.
После Октябрьской революции 1917 года при активном участии Академии развернулись исследования Курской магнитной аномалии и минеральных ресурсов Кольского полуострова. Параллельно под руководством академика Г. М. Кржижановского был разработан план ГОЭЛРО — основа индустриализации страны. Забота о развитии науки всегда была одним из приоритетов Советского правительства, что создавало условия для появления крупных достижений советских учёных в разных областях. В конце 1920-х гг. Н. Н. Семёнов создал теорию разветвлённых цепных реакций. В предвоенные годы П. А. Черенков открыл, а И. Е. Тамм и И. М. Франк теоретически объяснили эффект излучения света заряженной частицей при её движении со скоростью, превышающей фазовую скорость света в среде. В 1950-е Н. Г. Басов и A. M. Прохоров создали ряд типов лазеров. Перечисленные открытия были отмечены Нобелевскими премиями. Запуск в 1957 году первого искусственного спутника Земли и полёт в космос Ю. А. Гагарина (1961 год) стали возможными благодаря научным коллективам, возглавляемым С. П. Королёвым. Ряд математических проблем теории вероятностей и функционального анализа был решён в трудах академика А. Н. Колмогорова. Нобелевской премии удостоился Л. В. Канторович за работы по математической экономике. В 1950—1970-х годах биологи АН СССР создали антиполиомиелитную вакцину, а затем соучаствовали в иммунизации населения Земли против оспы. Заметными были и успехи в гуманитарных науках — так, огромная работа по изучению языков народов России и мира проведена академиками-филологами В. В. Виноградовым и Л. В. Щербой.
Постсоветские годы нельзя отнести к периоду расцвета науки в стране. Однако в это время российские учёные были дважды удостоены Нобелевских премий по физике за более ранние работы. Такую награду получили академики Ж. И. Алфёров (2000 год) за труды по изучению полупроводниковых гетероструктур, а также В. Л. Гинзбург и А. А. Абрикосов (2003 год) за вклад в теорию сверхпроводников и сверхтекучих жидкостей.
На всех исторических этапах Академия играла центральную роль в укреплении обороноспособности страны. Перед Первой мировой войной академик Н. Д. Зелинский создал противогаз, В. Н. Ипатьев в 1916—1920 гг. организовал производство взрывчатых веществ, академик А. Н. Крылов разработал «таблицы непотопляемости» кораблей. В конструкторских бюро С. В. Ильюшина и А. Н. Туполева сконструированы самолёты, обеспечившие превосходство советской авиации во время Великой Отечественной войны. В послевоенный период был создан ракетно-ядерный щит (в его создании участвовали академики И. В. Курчатов, Ю. Б. Харитон, Я. Б. Зельдович и др.), обеспечивший военно-стратегический паритет СССР со странами Запада.

### Образование и просвещение

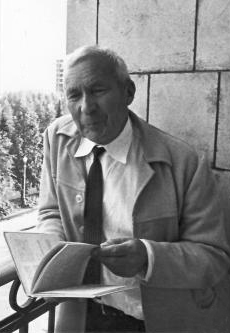
Академик А. Н. Колмогоров, один из организаторов сети спецшкол при университетах

Участие Академии наук в педагогической и просветительской деятельности осуществлялось и осуществляется в нескольких формах:
- Активное содействие созданию системы университетов и вузов. Историческим примером является открытие в 1755 году по предложению М. В. Ломоносова Московского университета. В сравнительно недавнее время по инициативе академиков П. Л. Капицы и С. А. Христиановича был организован учебный Московский физико-технический институт (1947 г.), базовые кафедры которого размещались в институтах Академии наук. Также недавно появился университет в Академгородке Сибирского отделения Академии наук; в 2002 г. был учреждён Академический университет в Санкт-Петербурге.
- Преподавательская работа (по совместительству) сотрудников учреждений Академии в университетах. Помимо передачи знаний, это способствует отбору потенциальных кандидатов для научной деятельности, часто ещё в студенческие годы.
- Курирование школьного образования. Многие учебники и пособия были созданы при участии сотрудников АН СССР. Академия сыграла заметную роль в подготовке школьных реформ в различные периоды. В советское время, с 1963 года, по инициативе академиков АН СССР А. Д. Александрова, М. А. Лаврентьева и А. Н. Колмогорова началось создание сети спецшкол физико-математического и химического профиля.
- Издание научно-популярной литературы, проведение публичных лекций, создание музеев. Так, в 1755—1764 гг. Академия издавала журнал «Ежемесячные сочинения, к пользе и увеселению служащие», затем появились «Академические известия» и другие популярные издания. В 30-х годах XIX в. при участии Академии наук в Петербурге были организованы Ботанический, Зоологический, Этнографический и другие музеи. Академия играла ключевую роль в работе известного общества «Знание», в 1970 г. был учреждён научно-популярный физико-математический журнал «Квант» для школьников и студентов и др.
- Подготовка научных кадров в аспирантуре и докторантуре. При этом, однако, из года в год доля защитивших диссертацию выпускников аспирантур научных учреждений РАН является крайне низкой. В 2013 году из 3943 выпускников аспирантур научных учреждений защитили диссертации только 674 человека (17,0 %)[54]. Из выпуска аспирантур высших учебных заведений в 2013 году защитилось 26,9 %[54].

### Общественная деятельность академии и её членов
Учёные Академии наук СССР стояли у истоков крупнейших международных соглашений — Договора о запрещении ядерных испытаний в трёх средах (1963) и программы мирного использования атомной энергии. Развитие этих идей стало основой для возникновения Пагуошского движения учёных за безопасность и разоружение, сыгравшего важнейшую роль в период холодной войны.

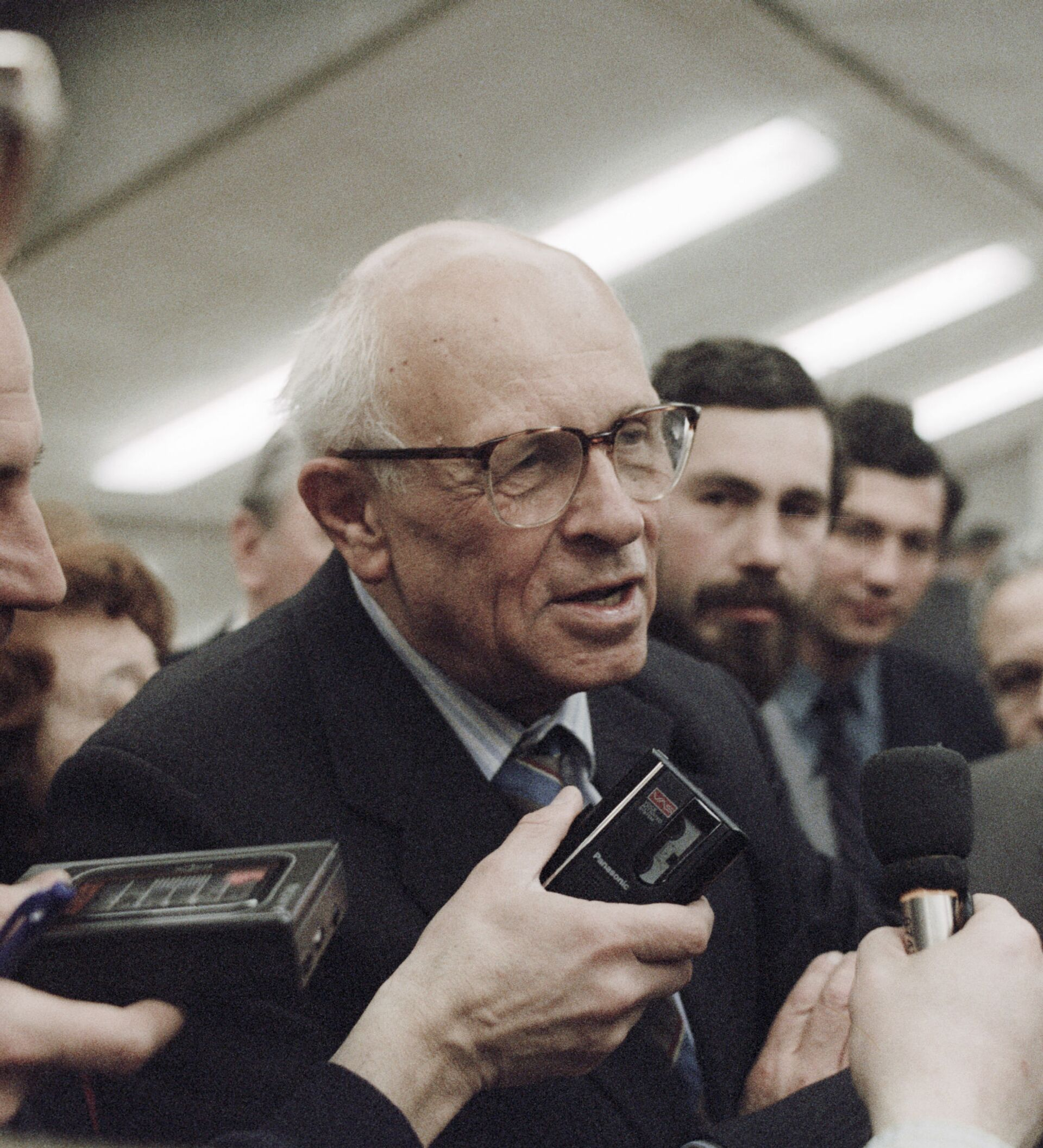
Академик А. Д. Сахаров, сторонник запрещения ядерных испытаний, правозащитник, общественный деятель

Одним из активнейших борцов за запрещение испытаний ядерного оружия был академик А. Д. Сахаров. С конца 1960-х годов он также являлся одним из лидеров учёных-правозащитников; на рубеже 1979—1980 гг. выступил против ввода советских войск в Афганистан.
Учёные Академии неоднократно избирались депутатами различных уровней. Так, в Верховном Совете СССР в 1974 году «среди депутатов Совета Союза [было] 22 научных работника Академии наук СССР, академий наук союзных республик и отраслевых академий». В 1989 году народным депутатом СССР стал вышеупомянутый А. Д. Сахаров. В Государственной думе РФ также работают/работали учёные, среди наиболее известных — физик Ж. И. Алфёров (депутат от КПРФ вплоть до своей кончины 1 марта 2019 г., инициатор законов «Об образовании для всех» и «О поддержке инновационной деятельности в России»), медик Г. Г. Онищенко (от Единой России, член комитета по образованию и науке), полярник А. Н. Чилингаров (Единая Россия).
Как показывают социологические исследования, Академия пользуется высоким уровнем доверия у россиян. Уважение вызывает и профессия научного работника вообще: так, согласно опросам, в науке работают «самые умные» и «самые порядочные» граждане России.
Относительно недавним общественным начинанием активистов из учреждений РАН стало создание общества «Диссернет» (2013 год), ставящего целью разоблачение фальсификаций при написании диссертаций, в первую очередь случаев массовых недобросовестных заимствований текста из чужих публикаций. Был вскрыт ряд грубых нарушений, в том числе в диссертациях видных чиновников, политиков и бизнесменов. Подобная деятельность способствует «самоочищению» в научной среде, а также борьбе с безнаказанностью на различных уровнях.

### Сотрудничество академии с научными обществами
Деятельность научных обществ и профессиональных ассоциаций учёных, исследователей и инженеров направлена на объединение и координацию усилий учёных и практиков в решении фундаментальных и прикладных задач в различных отраслях науки и техники. Эти организации также играют важную роль в развитии международных связей учёных. Российская академия наук, являясь по своему статусу и характеру деятельности высшим научным обществом страны, поддерживает связи и сотрудничает с другими научными обществами и ассоциациями России и других стран.
Ряд научных обществ России осуществляют свою деятельность под эгидой Российской академии наук. Взаимоотношения РАН с такими объединениями учёных строятся на основе соглашений между профильным отделением Российской академии наук и заинтересованными федеральными органами исполнительной власти и/или научным обществом. По этому соглашению РАН принимает на себя научно-методическое руководство научным обществом.

#### Научные общества и ассоциации, с которыми сотрудничает РАН
А
- Австрийская Академия наук[60]
- Академия инженерных наук Китая
- Академия наук Грузии[60]
- Академия наук искусств Боснии и Герцеговины
- Академия наук Института Франции
- Академия наук Китая[60]
- Академия наук Корейской Народно-Демократической Республики
- Академия наук Молдовы[60]
- Академия наук Монголии[60]
- Академия общественных наук Китая[60]
- Академия наук Республики Узбекистан[60]
- Академия по научным исследованиям и технологиям[60] (Египет)
- Академия Румынии[60]
- Академия наук Чешской Республики[60]
- Академия наук Эстонии[60]
- Академия науки Южной Африки[60]
- Академия наук Республики Албания[60]
- Академия наук Республики Таджикистан[60]
- Академия Финляндии[60]
- Ассоциация инженеров-гидроэнергетиков[61] (Россия)
- Ассоциация инженеров-теплоэнергетиков[61] (Россия)
- Ассоциация инженеров-электриков[61] (Россия)
- Ассоциация экономических научных учреждений[61] (Россия)

Б
- Берлинско-Бранденбургская академия наук[60] (Германия)
- Биохимическое общество[61] (Россия)
- Болгарская академия наук[60]
- Британская академия наук[60]

В
- Вавиловское общество генетиков и селекционеров[61] (Россия)
- Венгерская академия наук[60]
- Всероссийское минералогическое общество[61]
- Всероссийское палеонтологическое общество[61]
- Вьетнамская академия наук и технологий[60]
- Вьетнамская академия общественных наук[60]

Г
- Гидробиологическое общество[61] (Россия)
- Геронтологическое общество[61] (Россия)
- Герпетологическое общество им. А. М. Никольского[61] (Россия)

Д
- Докучаевское общество почвоведов[61] (Россия)
- Дом наук о человеке[60] (Франция)

И
- Израильская академия естественных и гуманитарных наук[60]
- Индийская национальная академия наук[60]

К
- Корейская академия науки и техники[60] (КАСТ)
- Королевская академия искусств и наук Нидерландов[60]
- Королевская шведская академия наук[60]
- Королевская Шведская Академия словесности, истории и памятников старины[60]
- Координационный центр Ландау Нетуорк и Центр научной культуры А. Вольта[60] (Италия)

Л
- Латвийская академия наук[60]
- Литовская академия наук[60]
- Лондонское Королевское общество[60]

М
- Македонская академия наук и искусств[60]
- Малакологическое общество[61] (Россия)
- Международная ассоциация конфликтологов[61]
- Мензбировское орнитологическое общество[61] (Россия)
- Микробиологическое общество[61] (Россия)

Н
- Национальная академия дей Линчеи (Италия)[60]
- Национальная академия наук Азербайджана[60]
- Национальная академия наук Беларуси[60]
- Национальная академия наук Боливии[60]
- Национальная академия наук Казахстана[60]
- Национальная академия наук Республики Армения[60]
- Национальная академия наук США[60]
- Национальная академия наук Украины[60]
- Нейрохимическое научное общество[61]
- Немецкое научно-исследовательское общество[60] (Германия)

О
- Общество гельминтологов им. К. И. Скрябина[61] (Россия)
- Общество Макса Планка[60] (Германия)
- Общество клеточной биологии[61] (Россия)
- Общество протозоологов[61] (Россия)
- Общество физиологов растений[61] (Россия)
- Общество фотобиологов[61] (Россия)
- Объединение имени Гельмгольца[60] (Германия)

П
- Паразитологическое общество[61] (Россия)
- Польская академия наук[60]

Р
- Радиобиологическое общество[61] (Россия)
- Российская ассоциация международного права[61]
- Российская ассоциация научных центров[источник не указан 4175 дней]
- Российская ассоциация политической науки[61]
- Российская инженерная академия[62][63]
- Российское общество социологов[61]
- Российское физиологическое общество им. И. П. Павлова[61]
- Российское философское общество[61]
- Русское ботаническое общество[61] (Россия)
- Русское географическое общество[61][64] (Россия)
- Русское энтомологическое общество[61] (Россия)

С
- Словацкая академия наук[60]
- Словенская академия наук и искусств[60]
- Сербская академия наук и искусств[60]

Т
- Териологическое общество[61] (Россия)

Ф
- Фламандское сообщество Королевства Бельгия в области образования, науки и культуры[60]
- Французское сообщество и Валлонский регион Королевства Бельгия[60]

Х
- Хорватская академия наук и искусств[60]

Ц
- Центр науки и техники имени Короля Абдель Азиза[60] (Саудовская Аравия)

Ч
- Черногорская академия наук и искусств[60]

Ш
- Шанхайская академия общественных наук[60]

Э
- Энтомологическое общество[61] (Россия)

### Нобелевские лауреаты

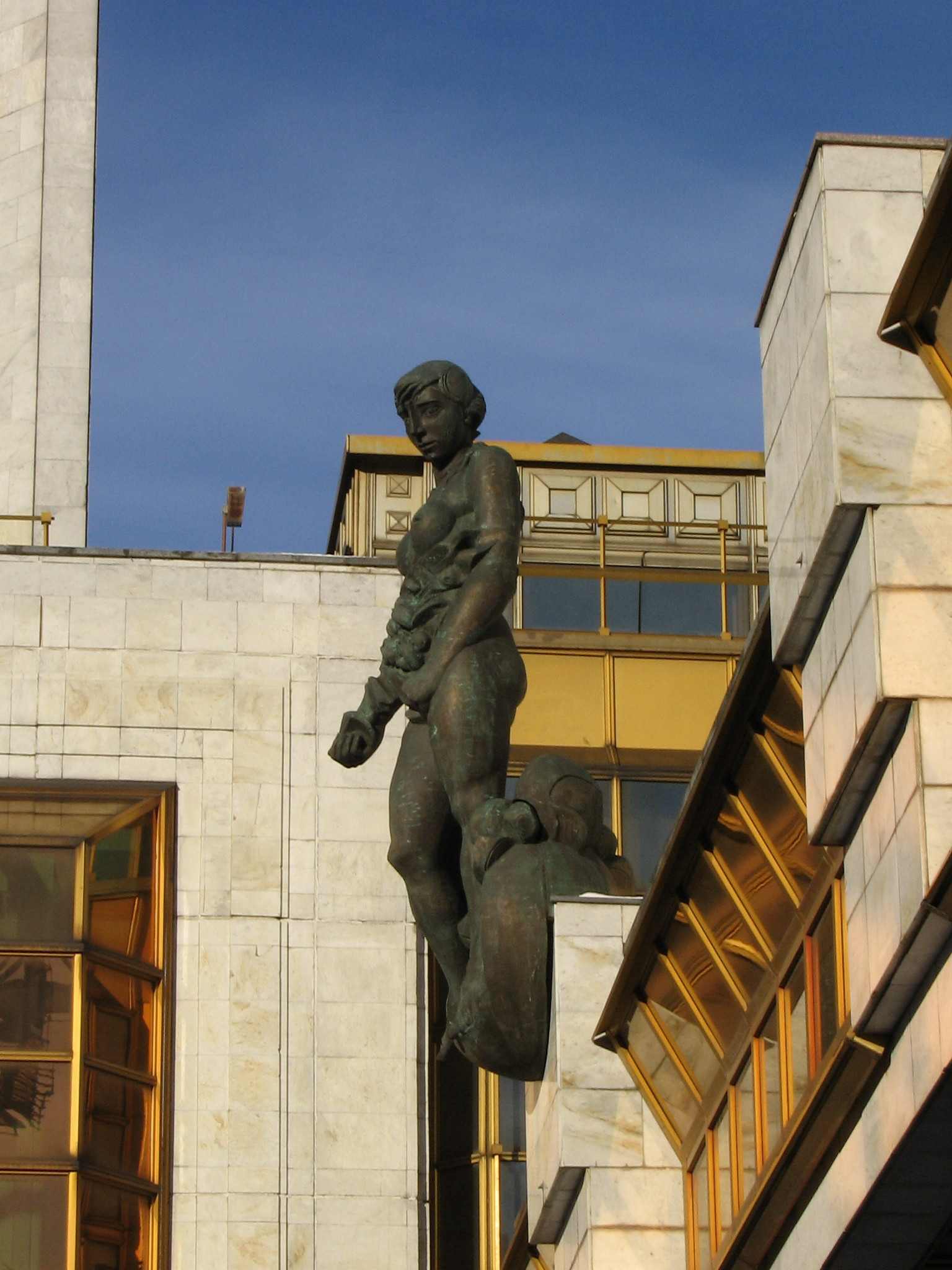
Скульптура на здании Президиума РАН

#### Петербургская академия наук 1724—1917
- И. П. Павлов, медицина, 1904, первый российский нобелевский лауреат

Также нобелевскими лауреатами были почётные члены Петербургской Академии наук И. И. Мечников, медицина, 1908 и И. А. Бунин, литература, 1933.

#### Академия наук СССР 1925—1991
- Н. Н. Семёнов, химия, 1956
- И. Е. Тамм, физика, 1958
- И. М. Франк, физика, 1958
- П. А. Черенков, физика, 1958
- Л. Д. Ландау, физика, 1962
- Н. Г. Басов, физика, 1964
- А. М. Прохоров, физика, 1964
- М. А. Шолохов, литература, 1965
- Л. В. Канторович, экономика, 1975
- А. Д. Сахаров, мира, 1975
- П. Л. Капица, физика, 1978

В список не включены иностранные члены Академии наук СССР.

#### Российская академия наук с 1991
- А. И. Солженицын, литература, 1970 (избран действительным членом РАН в 1997 году)
- Ж. И. Алфёров, физика, 2000
- А. А. Абрикосов, физика, 2003
- В. Л. Гинзбург, физика, 2003

## Финансовые и материальные ресурсы
До реформы 2013 года Российская академия наук располагала значительными финансовыми и материальными ресурсами. В 2013 году недвижимость и имущество «расширенной» академии были переданы в управление ФАНО (а с 2018 года — Министерства науки и высшего образования).

### Бюджет, выручка и затраты
До присоединения РАМН и РАСХН в состав РАН входило около 650 организаций, на финансирование которых в 2013 году из бюджета было направлено 67,8 млрд рублей.

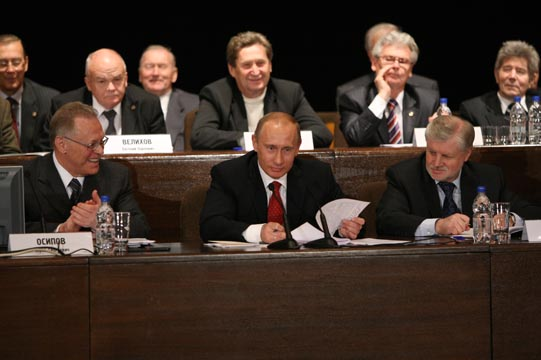
Общее собрание РАН (май 2008)

В 2006 году бюджетное финансирование РАН составило 30,84 млрд рублей (почти 35 % общего финансирования науки). Ещё около 15,5 млрд рублей РАН дали внебюджетные источники, и в том числе 11,3 млрд — предпринимательская деятельность. 1,73 млрд рублей РАН заработала на сдаче в аренду своих площадей и имущества. Таким образом, средства госбюджета составили только 68 % общего бюджета академии. В 2006 году в РАН были сокращены более 6 % бюджетных мест, в результате в 2007 году в штатах академии в общей сложности остались 104 236 сотрудников, в том числе 51 908 научных работников. В 2007—2008 годах было сокращено ещё 14 % научных ставок. Что же касается научного оборудования, то в результате недофинансирования его средний возраст приблизился к 15 годам (в 1990 году — 7,5 года). Если в 2005 году бюджетная часть зарплат в среднем по РАН составляла 5 110 рублей, а в 2006 году — в среднем 7 883 рубля, то в октябре 2006 года средняя зарплата по РАН превысила 10 тыс. рублей, а в ноябре — 11,5 тыс. рублей. С учётом же внебюджетных доплат, составляющих 45 % общей суммы зарплаты, сотрудники РАН уже в ноябре 2006 года получали в среднем более 21 тыс. рублей.
Ежемесячная надбавка академикам РАН к должностному окладу с 2016 года составляет 100 тыс. рублей, а членам-корреспондентам — 50 тысяч. В 2024 году выплаты были подняты, соответственно, до 150 и 75 тысяч, а с 2025 года — до 200 и 100 тысяч.
Выручка от предпринимательской деятельности учреждений РАН в 2010 году составила 22,9 млрд рублей.

### Недвижимость
Площадь земельных ресурсов, на которых располагаются подведомственные организации Российской академии наук, составляет 337 тыс. гектаров. На этой территории сосредоточено 13,7 тыс. строительных сооружений общей площадью 15 млн м². Площадь земельных ресурсов, находящихся в распоряжении Российской академии наук в 1,3 раза превышает площадь территории Москвы.

#### Центральные административные здания

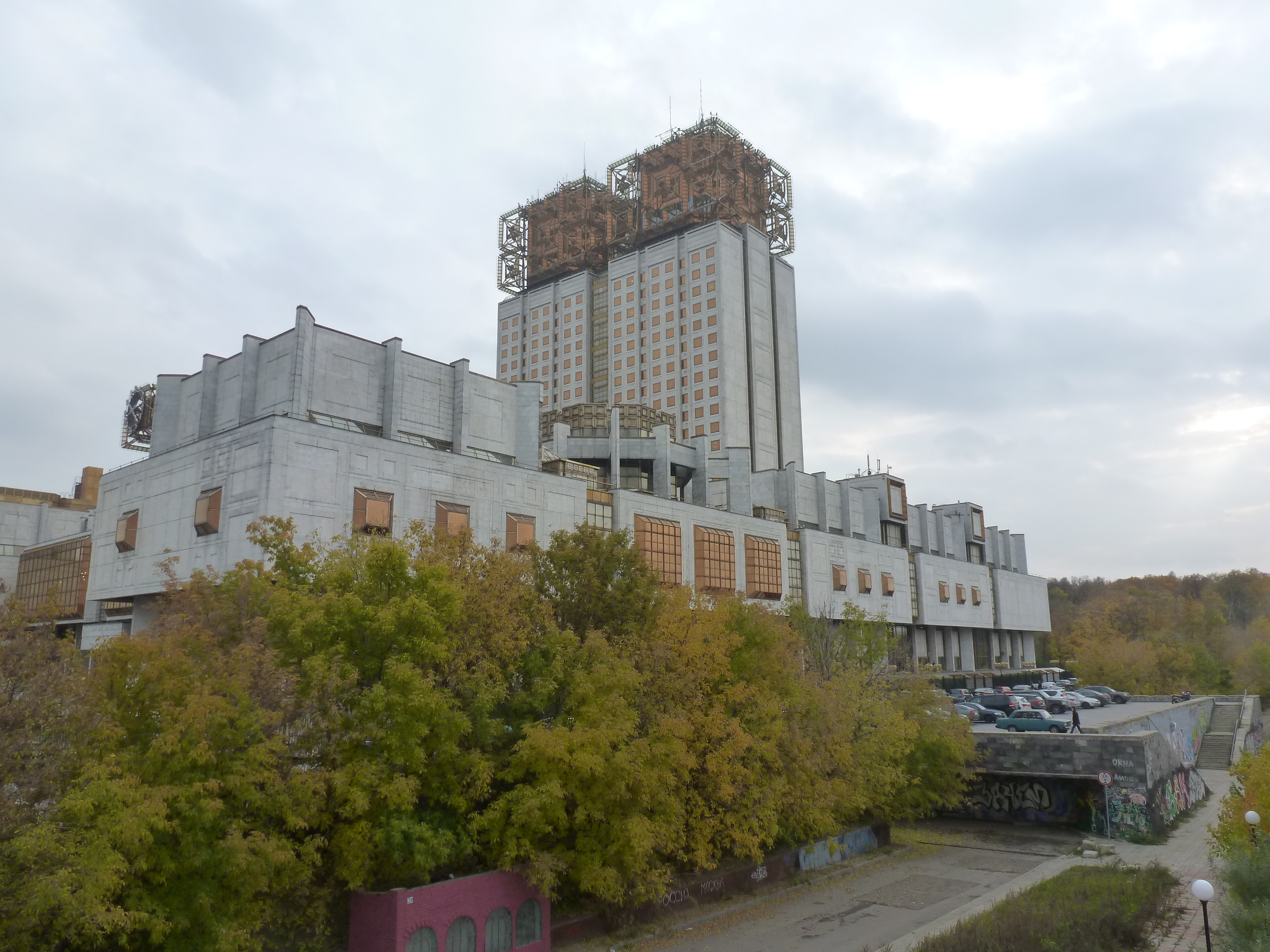
Здание Президиума РАН на Ленинском проспекте в Москве

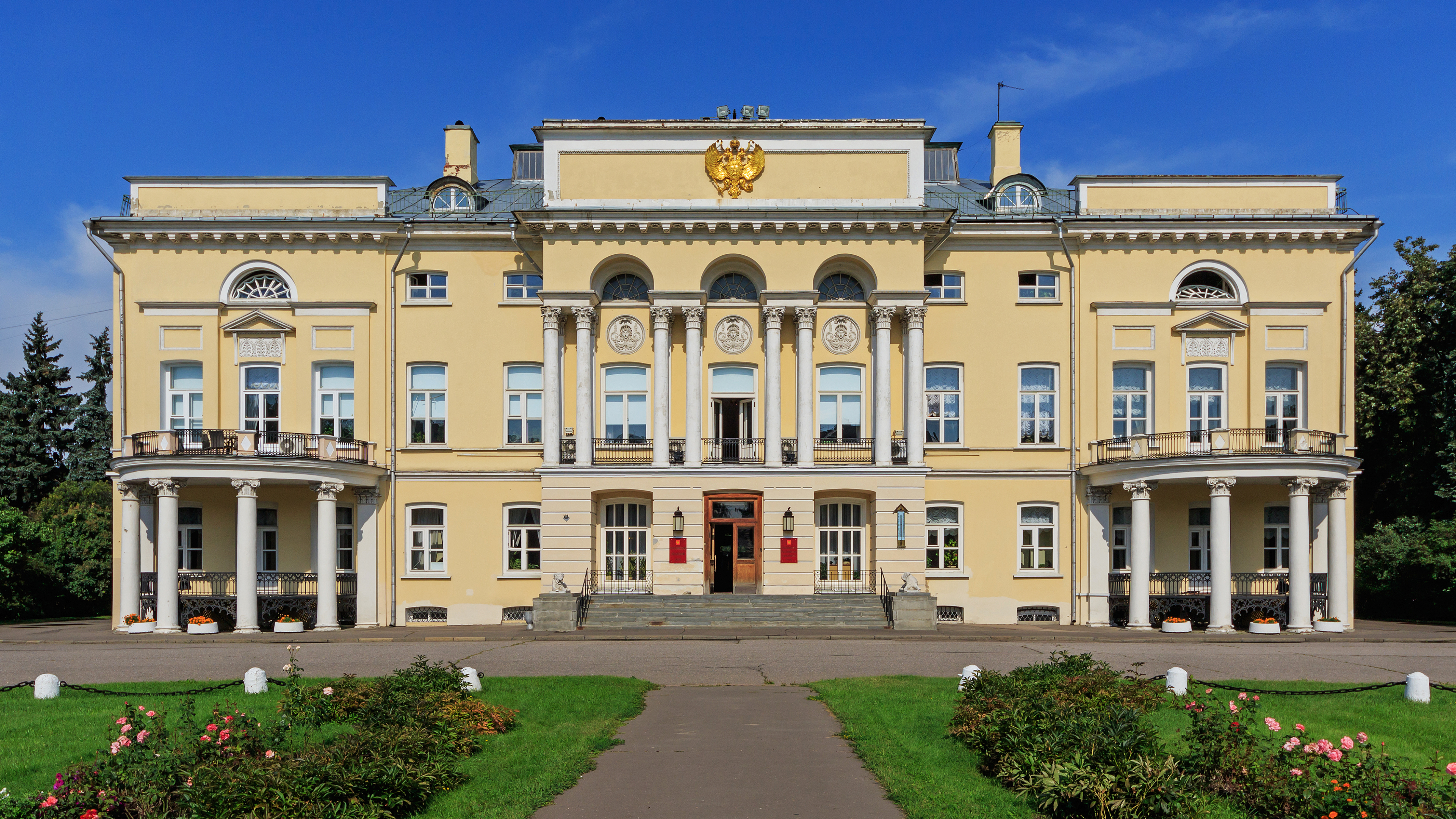
Александрийский дворец в Москве. Используется для проведения торжественных мероприятий РАН

В настоящее время центральные органы управления Российской академии наук работают в Москве.
Президиум РАН размещается в современном здании на Ленинском проспекте, 32а. Строительство этого здания велось с конца 1960-х до начала 1990-х годов. Проектирование выполнил Государственный проектный и научно-исследовательский институт АН СССР, коллективом проектировщиков руководил Ю. П. Платонов. Комплекс сооружений в стиле советского модернизма представляет собой трёхэтажный подиум, на котором стоят два соединённых высотных 22-этажных дома. В малоэтажной части комплекса находится концертный зал вместимостью 1,5 тысячи мест, в высотных зданиях расположены административные помещения. Помимо руководства РАН, в здании размещается ряд организаций, связанных с академией, в их числе Российский фонд фундаментальных исследований, Институт славяноведения РАН, редакции научных журналов.
Российской академии наук также принадлежит бывший Александрийский дворец в Нескучном саду (Ленинский проспект, 14), в котором размещался президиум АН СССР после переезда из Ленинграда в Москву в 1934 году. Сейчас это здание используется для проведения торжественных мероприятий РАН — праздничных приёмов, встреч иностранных делегаций, прощаний с членами академии. Публичный доступ в Александрийский дворец закрыт.

## Увековечение имени
В честь Академии наук названы залив Охотского моря (залив Академии, 1845) и хребет на Памире (хребет Академии Наук, 1927, открыт Н. Л. Корженевским). В астрономии один из астероидов получил наименование «(829) Академия» (обнаружен Г. Н. Неуйминым в 1916 году). В городе Кунгуре Пермского края есть улица Академии наук. В 1999 году была выпущена памятная монета «275-летие Российской академии наук».
Именами выдающихся учёных — бывших членов Академии (Петербургской, АН СССР или РАН, в зависимости от периода активности) — названо несколько городов в России и постсоветских странах, среди них Курчатов в Курской области и в Казахстане, Жуковский в Московской области. Улицы, носящие имена российских академиков или членкоров, имеются в городах бывшего СССР и дальнего зарубежья (пример: нем. Mendelejewstraße в Хемнице, фр. avenue Mendeleiev в Вильнёв-д’Аск). В честь учёных названы научные институты, суда и многочисленные прочие объекты; проводятся симпозиумы в память видных членов АН.

## Критика

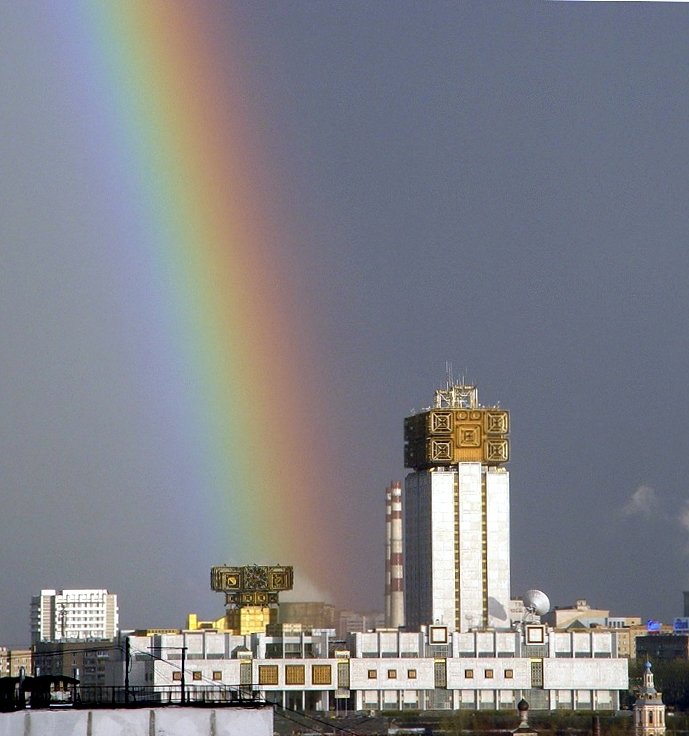

С конца 1980-х годов на страницах печати появилась критика РАН. Одним из её проводников стал М. Д. Франк-Каменецкий, заявивший, что деятельность академии губительна для науки, поскольку финансирование и оценка результатов работы основываются только на взглядах самих академиков. Спустя два десятилетия после первых публикаций Франк-Каменецкого к дискуссии подключился более широкий круг учёных, инженеров и чиновников.
По словам критиков, необходимы массовый переход на грантовую систему финансирования и замена иерархической структуры РАН западной моделью, где во главе исследований стоит заведующий лабораторией, лично получающий грант и на конкурсной основе самостоятельно формирующий коллектив исполнителей под конкретные задачи. Оценка деятельности при этом должна базироваться на мнении международного научного сообщества, выраженном цифрами — например, индексом Хирша.
В 2009 году определённый резонанс вызвала вышедшая в журнале «Эксперт» статья С. Гуриева, Д. Ливанова и К. Северинова «Шесть мифов Академии наук» (к «мифам» были отнесены, в частности, положения о том, что «РАН результативнее иностранных конкурентов» и что «без академий наук не бывает наук»). Отмечая неприемлемость сложившейся ситуации, авторы предложили ряд мер, включая проведение международного аудита институтов РАН и переход к конкурсному финансированию исследований на базе грантов. Пятый телевизионный канал организовал 15 марта 2010 года трансляцию встречи авторов статьи с представителями РАН в лице академиков Г. Месяца, В. Ивантера и Н. Ивановой, на которой стороны обсудили идеи М. Д. Франк-Каменецкого о реорганизации Российской академии наук. В ходе дискуссии члены РАН возразили критикам, что в России нет научной организации, которая по качеству своих работ могла бы занять позицию выше РАН, а система индексов цитирования чрезвычайно субъективна, так как ни одна публикация в самом хорошем российском журнале не учитывается; при этом желание реформировать академию происходит из стремления захватить академическую собственность.
В марте 2013 г. в интервью на радиостанции «Эхо Москвы» министр образования и науки Российской Федерации (на тот момент) Дмитрий Ливанов заявил, что РАН как форма организации науки в XXI веке бесперспективна, так как нежизнеспособна. По его мнению, мировое лидерство сегодня имеют те страны, в которых наука устроена по-другому. Там, где роль интеллектуальных центров и центров производства новых знаний играют университеты. С одной стороны, это даёт постоянный приток в науку молодых профессионалов. С другой, качественно поднимает уровень самого высшего образования. В этом причина высокой результативности и экономической эффективности такой модели.
Дискуссии конца 2000-х — начала 2010-х годов явились предвестниками впоследствии предпринятой радикальной реформы государственных академий наук в России.

## Реформа РАН (2013—2018 годы)

### Содержание реформы
В 2013—2018 годах в России осуществлялась реформа РАН (точнее, реформа государственных академий наук вообще), призванная (согласно официальной позиции) способствовать развитию науки в стране и усилению её позиций на международном уровне. Основные мероприятия в рамках реформы:
- Присоединение двух отраслевых академий — РАМН и РАСХН — к Российской академии наук.
- Учреждение нового федерального органа исполнительной власти под названием «Федеральное агентство научных организаций» (ФАНО; просуществовало до мая 2018 г.) — в ведение которого перешли недвижимость и имущество «расширенной» РАН. По официальным декларациям, этот шаг был нацелен на освобождение работников науки от выполнения несвойственных им функций хозяйственного управления[77].
- Формирование корпуса экспертов РАН для научного обеспечения работы органов власти и экспертизы важных государственных научно-технических проектов.
- Проведение масштабного аудита имущества академических институтов и оценки успешности их деятельности; неэффективные институты подлежат ликвидации или реструктуризации[78]. В марте 2018 года из прошедших проверку ФАНО 454 научных организаций к «лидерам» было отнесено 142 института, к «средним» — 205, а к «аутсайдерам» — 107[79].

Аргументами в пользу реформы были недостаточная (по наукометрическим показателям) продуктивность работы Академии, а также свидетельства нарушений ею российского законодательства. Например, имели место случаи, когда квартиры, предназначавшиеся молодым учёным, сдавались гастарбайтерам, а помещения в институтах РАН, при попустительстве их руководства, занимали кафе и офисы.
В конце марта 2018 года президент РАН А. М. Сергеев заявил о завершении реформирования академического сектора российской науки и о переходе ситуации в постреформенную фазу. Тем не менее, преобразования (в том числе в законодательной сфере) планируется продолжить.
В мае 2018 года ФАНО было упразднено указом президента России; одновременно было принято решение о разделении Минобрнауки РФ на Министерство просвещения РФ и Министерство науки и высшего образования РФ; последнему перешли функции теперь уже бывшего ФАНО по нормативно-правовому регулированию и управлению имуществом Академии.

### Реакция и оценки учёных

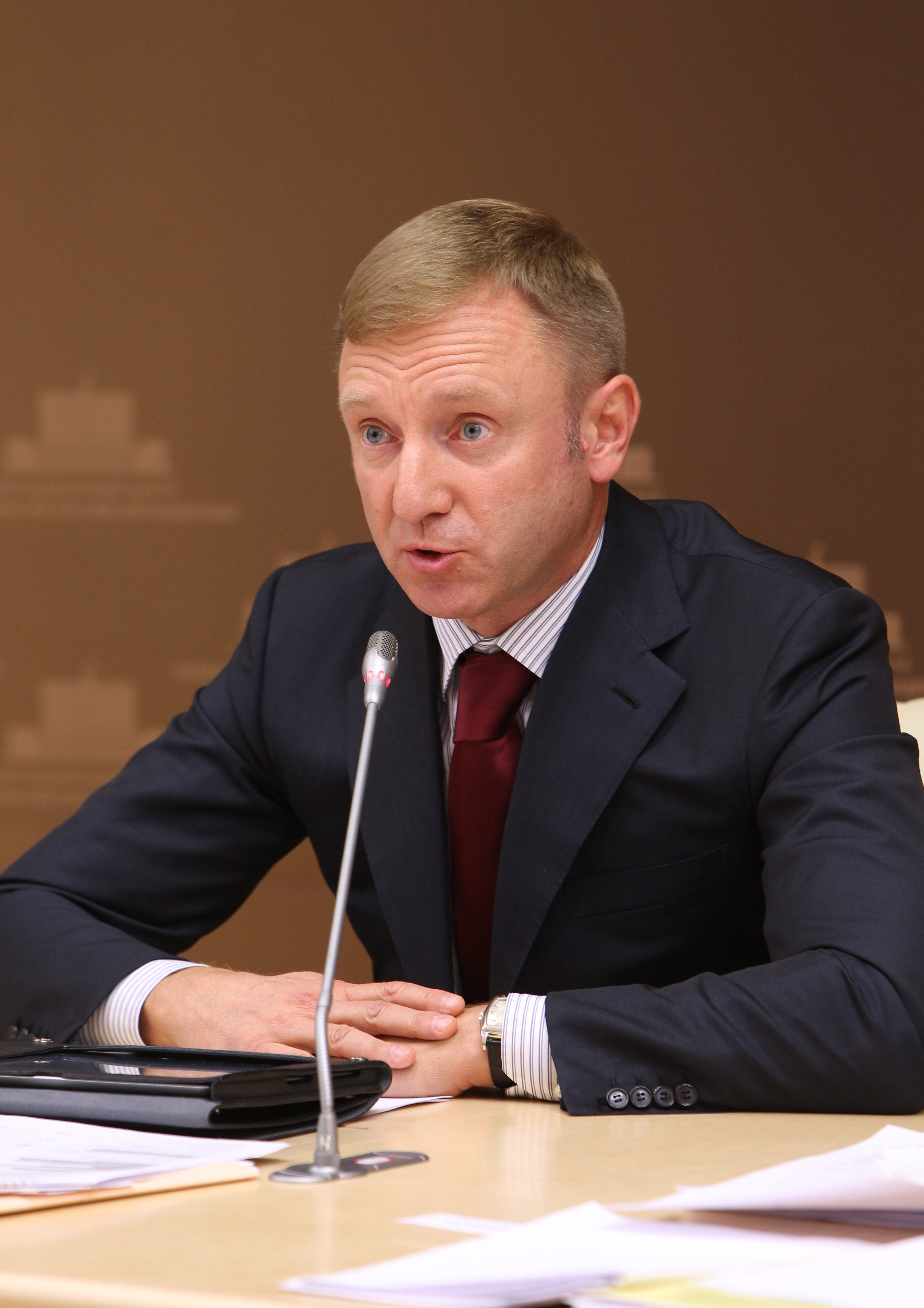
Д. В. Ливанов, министр образования и науки РФ (2012—2016), один из инициаторов реформы РАН

О реформе было объявлено в конце июня 2013 года, неожиданно для научного сообщества. Появился проект 305828-6 закона «О Российской академии наук, реорганизации государственных академий наук и внесении изменений в отдельные законодательные акты Российской Федерации», предполагавший фактическую ликвидацию РАН и создание «новой РАН» в виде некоей общественно-государственной организации. Это вызвало волну протестов по всей России: прошли митинги научных сотрудников, ряд видных членов Академии создали Клуб «1 июля» (резко выступивший против планов Правительства) и заявили об отказе перейти в новую академию в случае осуществления реформы в намеченном варианте. В результате текст законопроекта был изменён, и из него убраны положения о «ликвидации» РАН. Введённый в действие закон РФ № 253-ФЗ от 27 сентября 2013 года определил организационно-правовую форму Российской академии наук как некоммерческой организации, учреждённой РФ в форме федерального государственного бюджетного учреждения.
Академическим сообществом не отрицается необходимость преобразований. Однако реформа РАН, пусть и при смягчённых формулировках в законе, и деятельность ФАНО вызывала негативную реакцию в научных кругах. Многие видели причины, обусловившие проведение реорганизации РАН, в новом этапе передела собственности. В 2017 году профсоюз Академии наук провёл опрос российских учёных по промежуточным итогам преобразований, из его результатов следует, что реформу РАН можно признать провальной, если не разрушительной («ФАНО расширяется, институты выселяют…»). Часть учёных (академиков и членов-корреспондентов РАН) объединилась в Клуб «1 июля», оппозиционный инициированным государством изменениям в Академии. Представитель Клуба оценил эти реформы Как «историческую ошибку». В сентябре 2017 года во время выборов руководства РАН кандидатами высказывались мнения, что следует «…ФАНО — разогнать… и вообще вернуть всё как было до перестройки». В декабре 2017 года примерно 400 видных учёных РАН опубликовали открытое письмо В. В. Путину с критикой деятельности ФАНО и предложением реорганизации системы управления наукой.
По мнению «Независимой газеты», в итоге реформы «академия окончательно приобрела узаконенный вид», а именно превратилась в «некий корпус академических экспертов с неопределёнными полномочиями».
Избранный президент РАН А. М. Сергеев, подчёркивая необходимость корректировки вышеупомянутого закона № 253 в части изменения правового статуса РАН и критически относясь к реформе, тем не менее, отмечал, что постепенно всё-таки удаётся находить «консенсус между РАН и властью». Примером успешного взаимодействия с органами власти он считает поддержанные руководством страны поправки к закону о РАН, повышающие статус Академии наук. В феврале 2018 года В. В. Путин внёс на рассмотрение Госдумы соответствующий законопроект, а 27 марта Дума приняла его в первом чтении. Окончательное принятие Думой президентского законопроекта о расширении полномочий РАН состоялось 10 июля 2018 года.

## Цифровая наука и сайты РАН

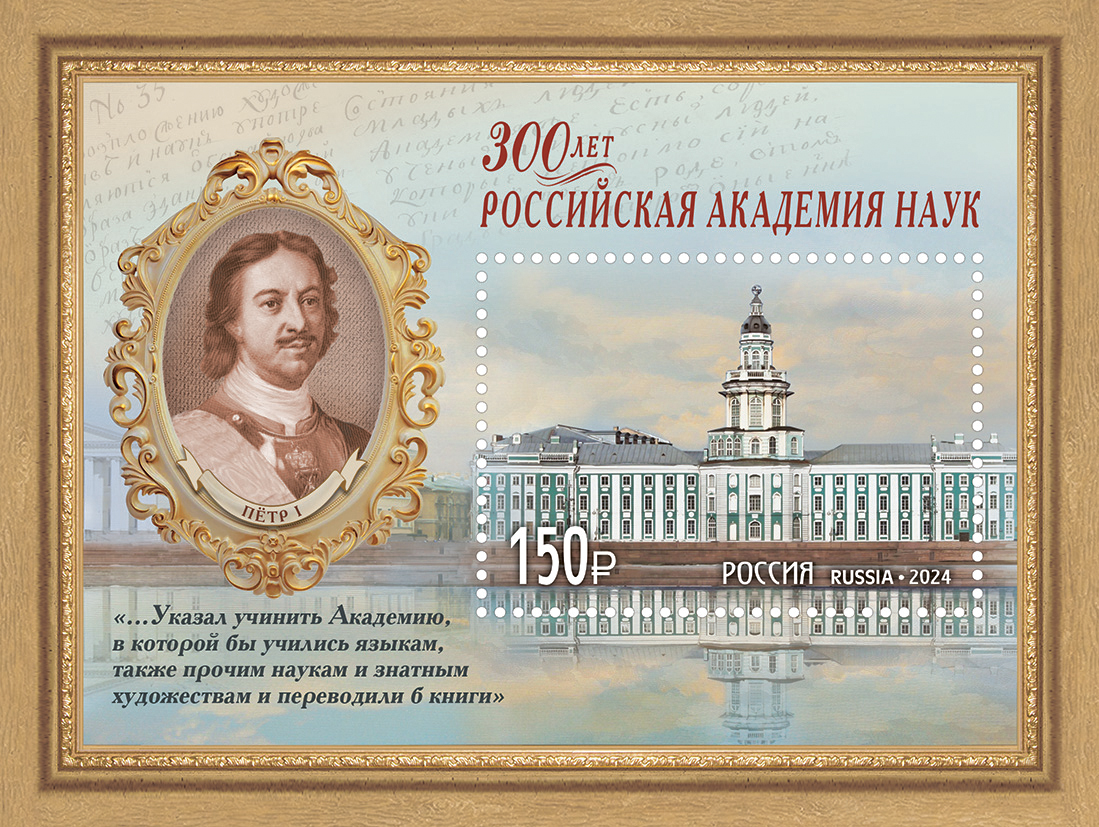
Марка Почты России, 2024 год. 300 лет Российской академии наук

Применительно к сфере информационных технологий (IT) в РАН сложилась несколько специфическая ситуация.
С одной стороны, признано, что российские (и в своё время советские) разработчики программного обеспечения являются (являлись) одними из лучших в мире. Многие такие профессионалы трудятся в учреждениях Академии. Кроме того, неоспоримо сильна национальная академическая школа в смежных с IT областях, особенно в сфере численных математических методов.
С другой стороны, распространено мнение, что к учёным-программистам Академия традиционно относится пренебрежительно. В результате, по словам доктора физико-математических наук Михаила Горбунова-Посадова, «информационные технологии оказались выдавлены из РАН». В Академию не был избран «патриарх советского программирования» М. Р. Шура-Бура, несмотря на правительственные награды и поддержку президента АН СССР М. В. Келдыша. Ныне в РАН представлены лишь отдельные IT-сектора (такие как проблематика суперкомпьютерных вычислений и бортовое программное обеспечение). В свою очередь, IT-специалисты тоже недолюбливают РАН: так, «Майкрософт» прервала сотрудничество с Академией, а причастность РАН к какому-либо IT-проекту считается в глазах некоторых менеджеров дискредитирующим проект обстоятельством. По состоянию на 2018 год РАН не упоминалась в федеральных государственных программах цифровой экономики.
Одним из следствий ситуации является отставание уровня поддержки сайтов РАН от современных возможностей (лишь 6 сайтов институтов РАН вошли в топ-500 сайтов мировых исследовательских центров). Эти проблемы возникают и в изданиях академии, для которых, например, нехарактерно использование «живых публикаций». Онлайн-версии научных журналов, на 2018 год, не имели статуса основных, что не позволяло авторам вставлять цветные и мультимедийные иллюстрации в статьи.
Проблемы распространяются и на просветительскую деятельность РАН, где привлечение передовых цифровых технологий крайне существенно. Академия в значительной мере отошла от участия в подготовке издания «Большой российской энциклопедии» (БРЭ): сначала, согласно указу президента России (2002 год), научное руководство выпуском БРЭ было возложено на Академию, но в итоге в межведомственной группе по электронной версии БРЭ из 21 человека оказалось только три представителя РАН. После присоединения в 2013 году РАМН не было создано общедоступного авторитетного медицинского сайта, который бы оперативно откликался на активность разного рода псевдоцелителей и «панацеи» в интернете. В упрёк РАН ставилось также то, что она не пыталась влиять на содержание крупных книгоиздательских интернет-проектов — «Ридеро», «КиберЛенинка», eLIBRARY.ru и другое.
Не лучшим образом обстоят дела с доступностью изданий РАН. Русскоязычные версии 10 ведущих математических журналов РАН до 2018 года размещались в открытом доступе только через 3 года после выхода (сразу бесплатный доступ имели только члены РАН). В 2017 году был исключён из свободного доступа «Вестник РАН».

## Логотип
22 ноября 2021 года логотип Российской академии наук внесён Федеральной службой по интеллектуальной собственности (Роспатентом) в Перечень общеизвестных в Российской Федерации товарных знаков. Номер в Перечне: 234.